# Filipjeva arctica
Filipjeva arctica är en rundmaskart som beskrevs av E. Ditlevsen 1928. Filipjeva arctica ingår i släktet Filipjeva och familjen Monhysteridae. Inga underarter finns listade i Catalogue of Life.